# El Poyo del Cid
El Poyo del Cid es una localidad española del municipio de Calamocha, perteneciente a la provincia de Teruel, en la comunidad autónoma de Aragón.

## Toponimia

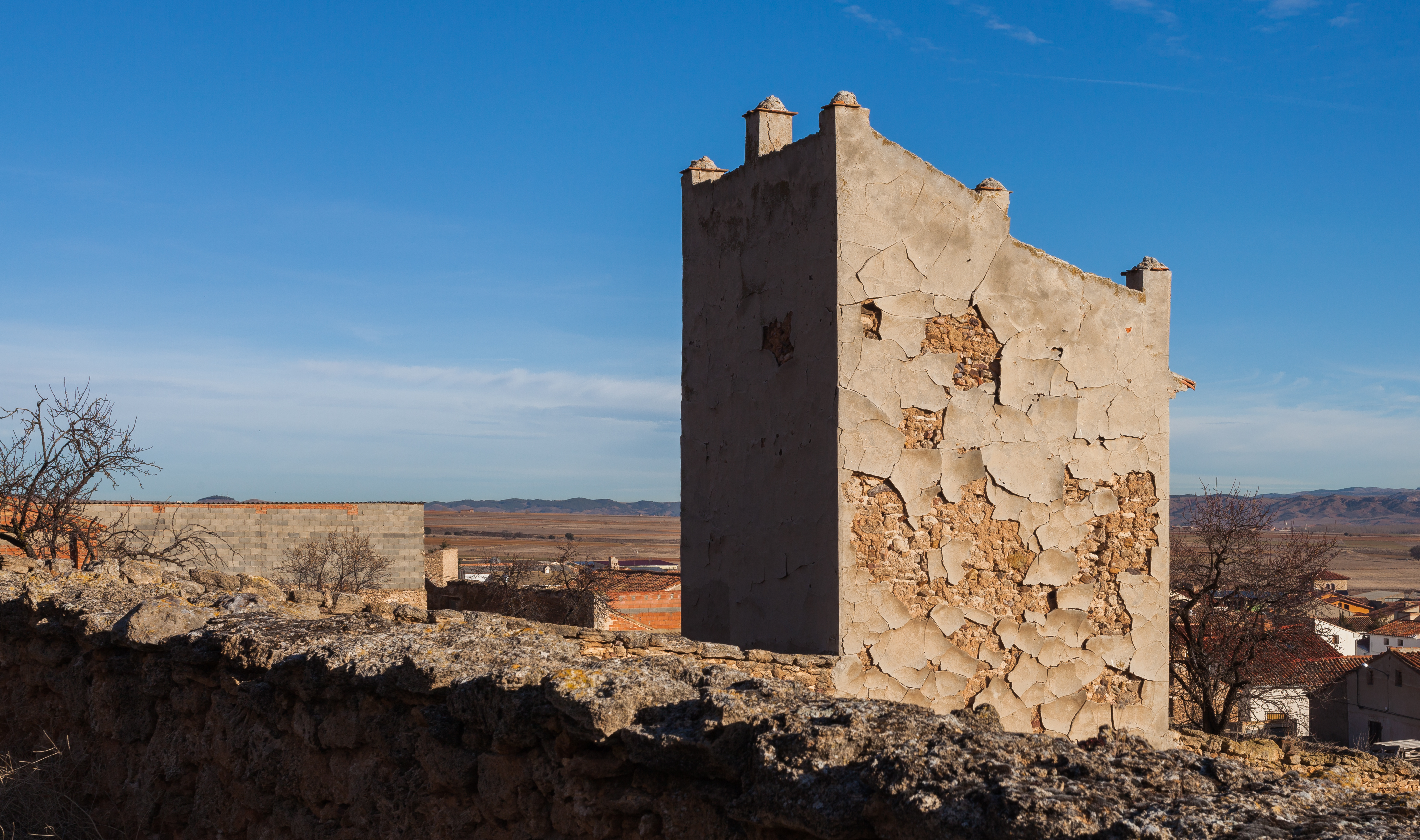
El Poyo del Cid

La forma con diptongación delante de Yod de acuerdo con la fonética aragonesa es difícil documentar pueyo en relación con el actual topónimo El Poyo, derivados del latín Podium. El significado topográfico es más o menos el mismo que en aragonés, catalán y occitano, pero diferente al castellano.
En el texto en el que el obispo de Zaragoza Ramón de Castrocol adjudicaba en 1205 las décimas y primicias de las aldeas de la Comunidad de Daroca se lee Poyo, pero no es significativo porque casi todos los topónimos salen latinizados y sin el diptongo -ue- romance propio del mozárabe y el aragonés.

Clerici et ecclesia Sancti Dominici habent Allueva, Fuentfrida, Losella, Bea, Noros, Pardellos, Corberola, Vello, Castelpedrés, Losella, Gallocanta, Ollosnigros, Pozuel. Clerici et ecclesia Sancti Michaelis habent Poyo, Santet, Mezquita, Valdesantmartin, San Martin, Ambosportos, Odón, Blancas, Torreziella.

En Rationes decimarum Hispaniae (1279-80): Aragón y Navarra figura como El Poyo y Epuyo, pero también figuran como Poyo todos los topónimos altoaragoneses y navarros que en los textos romances y en casi todos los textos en latín medieval figuran como Pueyo, por lo que Poyo es una traza latinizada:

Item a vicario de Calamocha, nichil. / Item a rectore de Epuyo / Item a rectore de Funtes claras, nichil quia exemptus est propter collectionem decime in Castella.

En el texto del Archivo de la Corona de Aragón registro 196, 155r, de 1298 (pero con firma de 1297 por haber un calendario diferente), perdonan a los habitantes del lugar el pago de la deuda por una gran destrucción y se lee Puyo, variante de la palabra Pueyo en otros lugares del Alto Aragón, Navarra y en apellidos.

homines del Puyo, aldea Daroce

En el fuero de Molina de Aragón lo escriben Poyo de Mouzit (¿Poyo de mon Cid?), como una de las fronteras de Molina:

A Tahuenz. A Santa María de Almallaf. A Bestradiel. A Galliel. A Sisamon. A Yamua. A Zimballa. A Cubel. A La Laguna de Gallocanta. Al Poyo de Mouzit. A Penna Palomera. Al, puerto descorihuela. A Cansadon. A Damur. A Cabrihuel. A la laguna de Bernaldet. A Huélamo. A los Casares de Garci Ramirez. A los Almallones.

En un texto de 1291 escrito en Daroca prohíben pescar en la parte del río Jiloca comprendida entre los términos de la aldea de Pueyo a quien no sigue de esa aldea.
La localidad tuvo un castillo que fue destruido en las guerras de Jaime II de Aragón contra Castilla. En un texto en latín del Liber patrimonii Regii Valentiae se menciona una castra del Pueyo que el rey Sancho IV de Castilla devolvió al rey Pedro III de Aragón en el tratado de Campillo de 1281, junto a Ferrellón, Pozuel y el valle de Ayora. Este castillo no ha sido identificado con seguridad y Carlos Ayala Martínez opina que no era un castillo del reino de Valencia. 

In armario Valentiae a rivo Uxonis usque ad rivum Xucaris, ets cartha facta 28 marii Era 1319, cum qua infans Sancius, primogenitus Alfonsi regis Castellae, promittit restituere Petro, regi Aragonum, castra del Pueyo, et de Ferreron et terminum de Poçuel, et quod intra tres septimanas restituet regi vallem de Ayora et eius castra, quae sunt castrum et villa de Ayora, Palaciuelos, Teresa, Xarafull, Sarra, Xalonti et de Confluentes.

En el Libro del Reparo del General de 1489-1491 y en el fogaje de 1495 se escribe El Poyo. Según Ubieto Arteta es oficialmente El Poyo hasta 1960, pasando a decirse El Poyo del Cid desde 1970.

### Referencia en el Cantar de mío Cid
En el poema épico medieval Cantar de mío Cid se hace referencia en el Cantar Primero a esta localidad, esto es la razón por la cual en el propio nombre de la localidad se llama "del Cid", para honrar al Cid Campeador. Se lee en dicho poema:
 En un cerro se asentó que está sobre Monreal
El cerro es un alto poyo,   maravilloso lugar 
(Tomado de la versión en castellano actual por el catedrático Francisco López Estrada)

## Geografía
Está en las faldas del cerro de San Esteban, en la margen izquierda del río Jiloca, entre Calamocha y Fuentes Claras. Está ubicada en la comarca del Jiloca.

## Historia

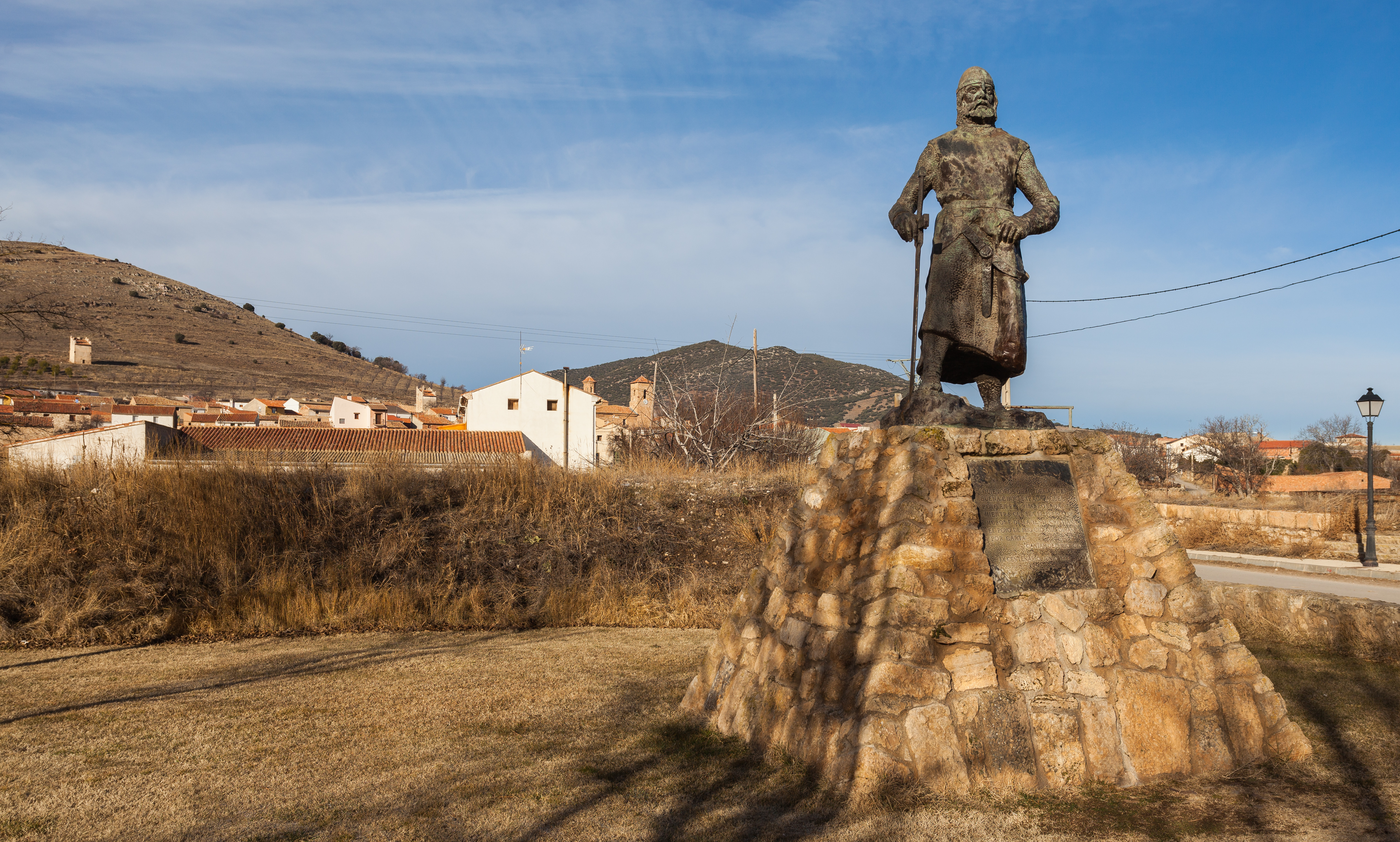
Estatua del Cid Campeador a la entrada de la localidad.

Según Ubieto Arteta, que omite la mención en el texto de Ramón de Castrocol de 1205, la primera mención de esta localidad de la comunidad de Daroca fue en 1207, cuando la reina Sancha, madre de Pedro II de Aragón, da al preceptor de Sijena Martín de Aibar un terreno en un cañizar y un molino en Calamocha:

ab occidente, in via que venint inter montem et canniçar de Podio ad Calamoxam; a meridie, hereditas magistri Petri de Belxit; a septentrione et versus villam de Calamoxa, hereditas de hominibus eiusdem ville.

El castillo de El Poyo del Cid fue destruido en la guerra contra Castilla durante el reinado de Jaime II; la destrucción fue tal que el rey perdonó el pago de los impuestos en 1297 a los habitantes del Poyo.
En 1334 (pero con fecha escrita como 1333 por ser un calendario diferente), el rey Alfonso IV de Aragón ordenó a todos los oficiales de las aldeas de Daroca que los vecinos de estas aldeas apacentasen sus animales en una dehesa que desde siempre les pertenecía.
El 16 de enero de 1706, cuando la guerra de sucesión española se enfrentaron las tropas borbónicas bajo el mando del mariscal Miguel Pons y las del archiduque Carlos. Las tropas del archiduque vencieron y murió el capitán Miguel Pons.
La aldea de El Poyo se convirtió en lugar en 1785, y dispuso de concejo municipal propio hasta 1834.
A mediados del siglo XIX, el lugar contaba con una población censada de 300 habitantes. La localidad aparece descrita en el decimotercer volumen del Diccionario geográfico-estadístico-histórico de España y sus posesiones de Ultramar de Pascual Madoz de la siguiente manera:

POYO (el): l. con ayunt. en la prov. de Teruel (10 leg.), part. jud. de Calamocha (1), aud. terr. y dióc. de Zaragoza (16) y c. g. de Aragon: sit. en la ribera izq. del r. Jiloca al S. de la cab. del part. ; el clima es templado, siendo los dolores y pulmonías las enfermedades mas comunes. Se compone de 73 casas, entre ellas la del ayunt., en la que está a cárcel, todas de mediana construccion; una escuela de instruccion primaria concurrida por 22 niños; una fuente de buenas aguas; igl. parr. (San Juan Bautista), servida por un cura de entrada y de provision ordinaria, y un cementerio que en nada perjudica á la salud pública. Confina el térm. por el N. con Calamocha; E. Fuentes Claras; S. Bañon, y O. Torralva: hay en él diversos manantiales de buenas aguas; dos ermitas, una en el sitio llamado de la Virgen, y otra en un cerro muy elevado El r. Jiloca, atraviesa el térm., cuyas aguas se aprovechaban en otro tiempo en un labadero de lanas que hoy está inútil. El terreno es de mediana calidad, teniendo dos montes poblados de rebollos, chaparros y estepas. Los caminos conducen á los pueblos limítrofes, estando en regular estado. El correo: se recibe una correspondencia por Torremocha, y otra por Calamocha tres veces en la semana. prod.: trigo, centeno, cebada, avena, cáñamo y azafrán; hay ganado lanar, y caza menor. pobl.: 73 vec., 300 almas. riqueza imp.: 68,512 reales.
(Madoz, 1849, p. 183)

El municipio de El Poyo del Cid desapareció en 1971, al ser incorporado junto con los de Collados, Cuencabuena, Cutanda, Lechago, Luco de Jiloca, Navarrete del Río, Nueros, Olalla, Valverde y El Villarejo al término de Calamocha.

## Demografía
| Gráfica de evolución demográfica de El Poyo del Cid entre 1842 y 1970 |
| |
| Población de derecho según los censos de población del INE Población de hecho según los censos de población del INEEn estos censos se denominaba El Poyo: 1842, 1857, 1860, 1877, 1887, 1897, 1900, 1910, 1920, 1930, 1940, 1950 y 1960 Entre el censo de 1981 y el anterior, este municipio desaparece porque se integra en el municipio 44050 (Calamocha) |

## Patrimonio
- Iglesia de San Juan Bautista.[4]
- Ermita de la Virgen de la Morera.
- Ermita de San Esteban.
- Casal de un linaje desconocido.
- Cinco peirones.
- Antiguo trinquet de la Casa Lugar.
- Restos de un torreón medieval, donde estaba el castillo de El Poyo del Cid.
- Antiguo lavadero de lanas.
- Yacimiento celtiberorromano del cerro de San Esteban.

## Personas notables
- Teógenes Ortego Frías (1907-1988), historiador, arqueólogo y pedagogo.